# Carignan (blauw druivenras)

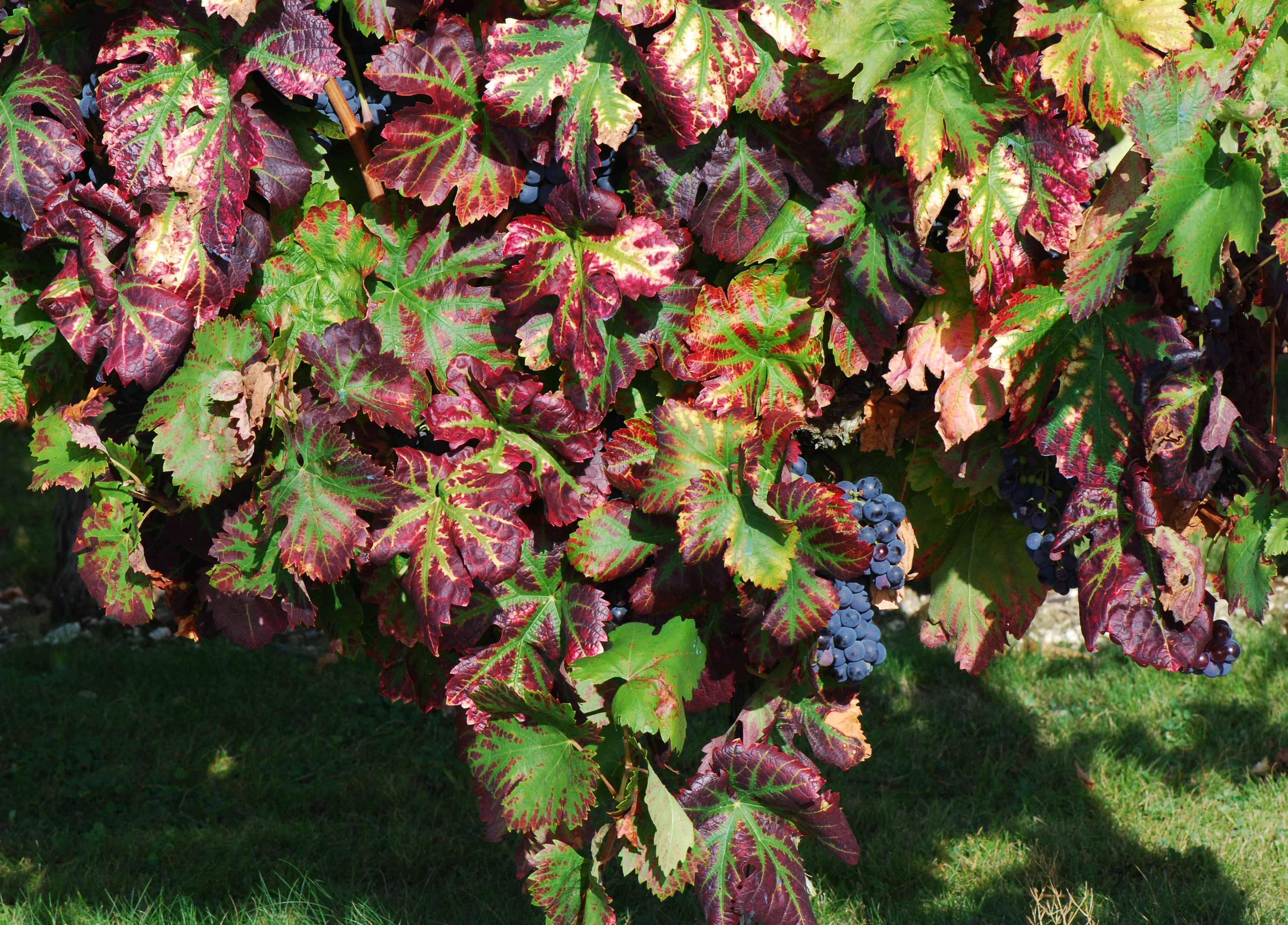
Carignan-druif

De uit Spanje afkomstige carignan behoort tot 's werelds meest aangeplante blauwe druivensoorten. De druif is vernoemd naar de wijngemeente Cariñena. De druif is ook bekend als Mazuelo (rioja) of Samsó (Galicia). Buiten Spanje wordt hij vooral gecultiveerd in het Zuid-Franse Languedoc-Roussillon. Als men de druif conventioneel vergist, ontstaat een kleurrijke wijn met behoorlijk wat zuren en tannines maar als hij à la beaujolais wordt bereid (via de zogeheten macération carbonique), dan wordt zijn smaak soepel en fruitig. Kwaliteitswijnen kunnen ook verkregen worden van oude (weinig opbrengst) stokken. Deze oude stokken produceren vooral op leisteen geconcentreerde en tanninerijke wijnen, die in de melange voor structuur zorgen. Er kunnen aroma's van specerijen, kruiden en wildbraad ontstaan.
Spaanse cariñenawijnen komen veel uit Catalonië en Aragón. De druif heeft ook een klein aandeel in veel rioja's. Franse wijnen met een meerderheid aan carignandruiven zijn côtes du Roussillon en côtes du Roussillon Villages. In Italië wordt de carignanodruif verbouwd op Sardinië en in Lazio. Ten slotte wordt de carignanedruif ook veel verbouwd in Centraal-Californië.